# Splendrillia kapuranga
Splendrillia kapuranga é uma espécie de gastrópode do gênero Splendrillia, pertencente a família Drilliidae.